# Segunda División de España 1947-48
La temporada 1947–48 de la Segunda División de España de fútbol corresponde a la 17.ª edición del campeonato y se disputó entre el 21 de septiembre de 1947 y el 11 de abril de 1948.
El campeón de Segunda División fue el Real Valladolid.

## Sistema de competición
La Segunda División de España 1947/48 fue organizada por la Federación Española de Fútbol (RFEF).
El campeonato contó con la participación de catorce clubes en un grupo único siguiendo un sistema de liga, de modo que los catorce equipos se enfrentaron entre sí, todos contra todos en dos ocasiones -una en campo propio y otra en campo contrario- sumando un total de 26 jornadas. El orden de los encuentros se decidió por sorteo antes de empezar la competición.
Se estableció una clasificación con arreglo a los puntos obtenidos en cada enfrentamiento, a razón de dos por partido ganado, uno por empatado y ninguno en caso de derrota. En caso de empate a puntos entre dos o más clubes en la clasificación, se tuvo en cuenta el mayor cociente de goles. 
El primer clasificado se proclamó campeón de Segunda División y ascendió a Primera División junto al subcampeón.
Los dos últimos clasificados descendieron directamente a Tercera División.

## Clubes participantes
| Datos de ascensos y descensos con respecto a la temporada anterior |
| --- |
| Real Murcia, RC Deportivo de La Coruña y CD Castellón descienden de Primera División. CD Alcoyano, Gimnástico de Tarragona y Real Sociedad ascienden a Primera División. Real Santander SD, Zaragoza FC y Real Betis descienden a Tercera División. CD Mestalla, CF Badalona y Real Valladolid ascienden a Segunda División. |

| Equipo                                | Ciudad                | Estadio            |
| ------------------------------------- | --------------------- | ------------------ |
| Club de Fútbol Badalona               | Badalona              | Avenida de Navarra |
| Club Deportivo Baracaldo Altos Hornos | Baracaldo             | Lasesarre          |
| Club Deportivo Castellón              | Castellón de la Plana | Castalia           |
| Real Club Deportivo Córdoba           | Córdoba               | El Arcángel        |
| Real Club Deportivo de La Coruña      | La Coruña             | Riazor             |
| Granada Club de Fútbol                | Granada               | Los Cármenes       |
| Club Ferrol                           | Ferrol                | Inferniño          |
| Hércules Club de Fútbol               | Alicante              | La Viña            |
| Levante Unión Deportiva               | Valencia              | Vallejo            |
| Club Deportivo Málaga                 | Málaga                | La Rosaleda        |
| Club Deportivo Mallorca               | Palma de Mallorca     | El Fortín          |
| Club Deportivo Mestalla               | Valencia              | Mestalla           |
| Club Real Murcia                      | Murcia                | La Condomina       |
| Real Valladolid Deportivo             | Valladolid            | José Zorrilla      |

## Clasificación final
| Pos. | Equipo                        | Pts. | PJ | G  | E | P  | GF | GC | Dif. | Clasificación               |
| ---- | ----------------------------- | ---- | -- | -- | - | -- | -- | -- | ---- | --------------------------- |
| 1    | Real Valladolid (C, A)        | 36   | 26 | 15 | 6 | 5  | 60 | 43 | +17  | Ascenso a Primera División  |
| 2    | R. C. Deportivo La Coruña (A) | 33   | 26 | 15 | 3 | 8  | 67 | 29 | +38  | Ascenso a Primera División  |
| 3    | Club Ferrol                   | 28   | 26 | 13 | 2 | 11 | 66 | 44 | +22  |                             |
| 4    | C. D. Málaga                  | 28   | 26 | 13 | 2 | 11 | 65 | 52 | +13  |                             |
| 5    | Levante U. D.                 | 27   | 26 | 11 | 5 | 10 | 64 | 53 | +11  |                             |
| 6    | Hércules C. F.                | 26   | 26 | 12 | 2 | 12 | 68 | 63 | +5   |                             |
| 7    | Granada C. F.                 | 24   | 26 | 10 | 4 | 12 | 48 | 58 | −10  |                             |
| 8    | C. D. Mestalla                | 24   | 26 | 10 | 4 | 12 | 59 | 65 | −6   |                             |
| 9    | C. D. Baracaldo Altos Hornos  | 24   | 26 | 12 | 0 | 14 | 52 | 67 | −15  |                             |
| 10   | C. F. Badalona                | 24   | 26 | 10 | 4 | 12 | 63 | 76 | −13  |                             |
| 11   | Real Murcia C. F.             | 23   | 26 | 9  | 5 | 12 | 43 | 59 | −16  |                             |
| 12   | C. D. Castellón               | 23   | 26 | 10 | 3 | 13 | 48 | 60 | −12  |                             |
| 13   | C. D. Mallorca (D)            | 22   | 26 | 9  | 4 | 13 | 44 | 65 | −21  | Descenso a Tercera División |
| 14   | R. C. D. Córdoba (D)          | 22   | 26 | 9  | 4 | 13 | 42 | 55 | −13  | Descenso a Tercera División |

 Fuente: [ BDFutbol]
Criterios de clasificación: Puntos · Diferencia de goles · Goles a favor · Play-off

## Resultados
| Local \ Visitante            | BAD | BAR | CAS | COR | DEP | FER | GRA | HER | LEV | MAL | MLL | MES | MUR | VLD |
| ---------------------------- | --- | --- | --- | --- | --- | --- | --- | --- | --- | --- | --- | --- | --- | --- |
| C. F. Badalona               | —   | 2–0 | 4–1 | 5–2 | 6–1 | 4–0 | 3–3 | 1–3 | 2–2 | 3–2 | 3–1 | 7–3 | 3–2 | 2–2 |
| C. D. Baracaldo Altos Hornos | 6–1 | —   | 5–2 | 3–0 | 1–0 | 4–1 | 3–2 | 4–0 | 3–2 | 2–1 | 4–1 | 3–2 | 4–0 | 0–3 |
| C. D. Castellón              | 3–0 | 5–0 | —   | 2–1 | 0–1 | 2–0 | 4–0 | 5–2 | 4–2 | 0–2 | 2–0 | 2–2 | 2–1 | 1–1 |
| R. C. D. Córdoba             | 5–0 | 5–1 | 3–1 | —   | 1–1 | 1–3 | 1–1 | 3–2 | 2–1 | 3–2 | 2–0 | 3–1 | 0–0 | 1–3 |
| R. C. Deportivo La Coruña    | 3–1 | 7–1 | 7–0 | 6–0 | —   | 2–0 | 3–0 | 2–0 | 4–0 | 2–0 | 5–0 | 6–0 | 7–1 | 0–0 |
| Club Ferrol                  | 3–1 | 4–0 | 3–0 | 3–0 | 2–0 | —   | 3–1 | 2–1 | 5–0 | 3–1 | 1–1 | 6–0 | 9–0 | 1–2 |
| Granada C. F.                | 2–0 | 3–0 | 2–2 | 3–2 | 1–3 | 4–2 | —   | 2–1 | 3–2 | 1–3 | 5–1 | 2–0 | 4–3 | 1–0 |
| Hércules C. F.               | 3–0 | 6–2 | 5–2 | 0–2 | 2–1 | 3–2 | 5–2 | —   | 2–2 | 3–0 | 5–2 | 4–0 | 5–0 | 6–2 |
| Levante U. D.                | 3–3 | 5–1 | 2–0 | 4–2 | 3–0 | 5–3 | 5–2 | 4–1 | —   | 4–1 | 8–0 | 1–0 | 3–3 | 3–0 |
| C. D. Málaga                 | 8–3 | 2–1 | 5–1 | 2–0 | 4–1 | 1–1 | 2–2 | 9–2 | 4–2 | —   | 5–1 | 3–2 | 3–2 | 2–0 |
| C. D. Mallorca               | 5–3 | 3–2 | 3–0 | 5–1 | 1–3 | 2–0 | 2–1 | 3–1 | 0–0 | 2–1 | —   | 1–1 | 2–1 | 2–3 |
| C. D. Mestalla               | 6–3 | 2–0 | 1–4 | 2–0 | 2–0 | 6–5 | 5–0 | 7–3 | 2–0 | 3–2 | 3–3 | —   | 1–1 | 8–3 |
| Real Murcia C. F.            | 0–1 | 4–1 | 4–1 | 2–0 | 1–1 | 1–4 | 2–1 | 2–1 | 3–0 | 3–0 | 2–1 | 2–0 | —   | 0–0 |
| Real Valladolid              | 7–2 | 4–1 | 4–2 | 2–2 | 2–1 | 2–0 | 1–0 | 2–2 | 3–1 | 5–0 | 3–2 | 1–0 | 5–3 | —   |

## Resumen
Campeón de Segunda División:
| - Real Valladolid Deportivo |

Ascienden a Primera División:
| - Real Valladolid Deportivo | - Real Club Deportivo de La Coruña |

Descienden a Tercera División: 
| - Club Deportivo Mallorca | - Real Club Deportivo Córdoba |